# Johannes Rinman
Viktor Johannes Rinman, född 3 november 1873 i Göteborg, död 5 oktober 1944 i Stockholm, var en svensk bibelskolledare och författare.
Johannes Rinman var son till Engelbert Rinman samt bror till Axel och Erik B. Rinman. Han genomgick Bengt Carl Rodhes elementarskola i Göteborg och åtnjöt privatundervisning 1889–1895 samt praktiserade i lantbruk och genomgick lantbruksskola 1895–1898. Under de två följande åren studerade han teologi i London och USA samt företog i missionsstudiesyfte resor till Kina och Japan. Efter hemkomsten var han lärare vid Karlskoga praktiska läroverk 1901–1904 och blev därefter jämte Efraim Rang den bärande kraften i den stora ungdomsväckelsen inom Evangeliska fosterlandsstiftelsen. Rinman var en god och inspirerande lärare vid Johannelunds missionsinstitut 1905–1910. Än större verkan fick dock hans undervisning genom den bibelstudiekurs per korrespondens, som han anordnade 1908–1910 och som samlade omkring 800 elever från hela Norden. Detta stora intresse uppmuntrade Evangeliska fosterlandsstiftelsen att 1910 grunda Svenska bibelinstitutet i Hagaberg, vars rektor Rinman blev. Institutets huvuduppgift var att genom förklaringar införa eleverna i Bibeln, men där meddelandes även profan utbildning efter folkhögskolans undervisningslinjer. Sedan svår sjuklighet tvingat Rinman att lämna befattningen 1922, utövade han ett flitigt författarskap, bland annat av bibelstudier och biografier, som Lina Sandell (1931). Med djup bibelkännedom och stor allmänbildning lät Rinman sina på exegetisk grund vilande bibelförklaringar syntetiskt belysa sambandet mellan Gamla och Nya testamentet. Han var aktiv i en rad kristna sammanslutningar, bland annat tillhörde han styrelsen för Evangeliska fosterlandsstiftelsen 1908–1920 samt var ordförande i De ungas förbund 1910–1920 och ledamot av Svenska missionen i Kina 1896–1937.
Han var från 1895 gift med Elin Hildegard Erika Storckenfeldt (1855–1949), som 1888–1891 var föreståndare för Sophiahemmet. Makarna är begravda på Norra begravningsplatsen utanför Stockholm.